# クリスティン・デイヴィス
クリスティン・デイヴィス（Kristin Davis、1965年2月23日 - ）は、アメリカ合衆国コロラド州ボルダー出身の女優。

## 経歴
ニュージャージー州ラトガース大学を卒業後、ニューヨークへ移住する。
テレビの脇役などを経て、アメリカの大人気テレビシリーズ『セックス・アンド・ザ・シティ』にシャーロット・ヨーク役で出演し、世界的に知られる女優となった。シャーロット・ヨーク役ではゴールデン・グローブ賞とエミー賞に助演女優部門でノミネートされている。2011年2月26日、『セックス・アンド・ザ・シティ2』での演技でラジー賞（最低主演女優賞）を受賞した。
現在はロサンゼルスに在住する。

## 主な出演作品

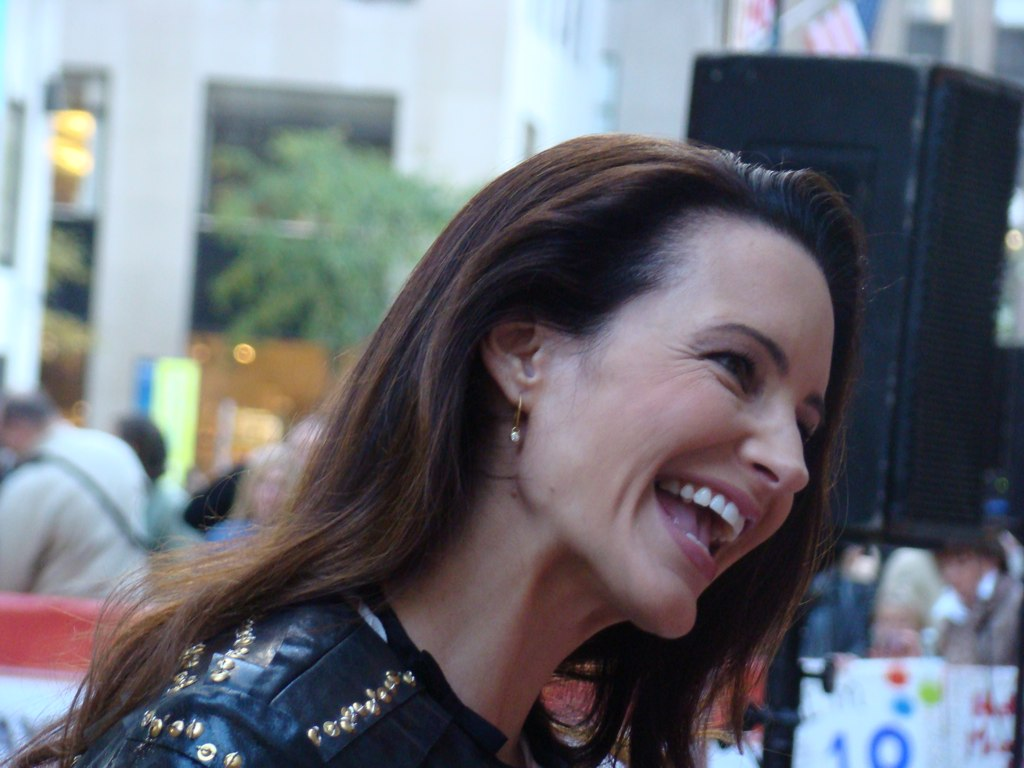
ニューヨークにて

### テレビドラマ
- メルローズ・プレイス（1995年 - 1996年）
- セックス・アンド・ザ・シティ（1998年 - 2004年）
- フレンズ（2000年）
- AND JUST LIKE THAT... / セックス・アンド・ザ・シティ新章（2021年-2025年）

### 映画
- ９ヶ月 (1995)
- アトミック・トレイン Atomic Train (1999) テレビ映画
- シャークボーイ&マグマガール 3-D The Adventures of Sharkboy and Lavagirl in 3-D (2005)
- シャギー・ドッグ (2006)
- ライトアップ! イルミネーション大戦争 (2006)
- セックス・アンド・ザ・シティ Sex and the City (2008)
- セックス・アンド・ザ・シティ2 Sex and the City 2 (2010)
- センター・オブ・ジ・アース2 神秘の島 Journey 2: The Mysterious Island (2012)
- ホリデイ・イン・ザ・ワイルド Holiday in the Wild（2019）兼製作総指揮

### CM
- ユニリーバ・ジャパン　ラックス